# Gala RFC
Gala Rugby Football Club es un equipo de rugby de Escocia con sede en la ciudad de Galashiels.
Participa en la Premiership, uno de los principales torneos de Escocia, en el cual ha obtenido tres campeonatos, el último en la temporada 1982-83.

## Historia
Fue fundada en 1875, siendo uno de los clubes más antiguos del rugby escocés.
Desde el año 1973 compite en la Premiership en la cual ha logrado tres campeonatos, el último el año 1983.

## Palmarés
- Premiership (3): 1979-80, 1980-81, 1982-83
- Copa de Escocia (2): 1998-99, 2011-12